# Bohdanivske, Domanivka
Bohdanivske (în ucraineană Богданівське) este un sat în comuna Zelenîi Iar din raionul Domanivka, regiunea Mîkolaiiv, Ucraina.

## Demografie
Componența lingvistică a localității Bohdanivske
     Ucraineană (97,5%)
     Rusă (2,5%)
Conform recensământului din 2001, majoritatea populației localității Bohdanivske era vorbitoare de ucraineană (97,5%), existând în minoritate și vorbitori de rusă (2,5%).